# Saint-Laurent-la-Vernède
Saint-Laurent-la-Vernède is een gemeente in het Franse departement Gard (regio Occitanie) en telt 744 inwoners (2012). De plaats maakt deel uit van het arrondissement Nîmes.

## Geografie
De oppervlakte van Saint-Laurent-la-Vernède bedraagt 11,9 km², de bevolkingsdichtheid is 49,7 inwoners per km².
De onderstaande kaart toont de ligging van Saint-Laurent-la-Vernède met de belangrijkste infrastructuur en aangrenzende gemeenten.

## Demografie
Onderstaande figuur toont het verloop van het inwonertal (bron: INSEE-tellingen).